# San Fernando (Catamarca)
San Fernando è una città argentina del dipartimento di Belén, nella provincia di Catamarca.
| Controllo di autorità | VIAF (EN) 133775604 · LCCN (EN) n86088105 |